# 友よ 〜 この先もずっと…
「友よ 〜 この先もずっと…」（ともよ 〜 このさきもずっと…）は、ケツメイシの楽曲でインディーズ・メジャー29作目、通算32枚目のシングル。東宝系配給映画『映画クレヨンしんちゃん 爆睡! ユメミーワールド大突撃』主題歌。

## 収録曲
作詞：ケツメイシ　作曲・編曲：ケツメイシ・田尻知之・本澤尚之
1. 友よ 〜 この先もずっと…
2. 友よ 〜 この先もずっと…（カラオケ）

## ミュージック・ビデオ
テーマが友情ということでミュージック・ビデオにはダチョウ倶楽部を起用。
スーパースローモーションで撮影されたリアクション芸を中心に、下積み時代含む過去の活動時の写真や現在の肥後・寺門・上島それぞれのプライベート（家族との団らんや後輩芸人と過ごす様子）も収められ、長く苦楽を共にした彼らの芸歴と友情を歌い上げるようなドラマチックなものとなっている。
ケツメイシは「完全にダチョウさんのPV」とコメントを残しており、ダチョウ倶楽部の3人もメイキングにて「俺らの集大成だね」と語った。
2022年5月11日、出演していたダチョウ倶楽部のメンバー・上島竜兵が逝去。この訃報を受けYouTubeに投稿されているミュージック・ビデオにコメントが殺到した。また、ケツメイシメンバー・スタッフ一同から追悼コメントがツイートされた。
ダチョウ倶楽部がミュージック・ビデオに出演した本作がレコチョクデイリーシングルチャート2022年5月12日付で11位、翌日の13日付でも6位にランクインした。